# Triangolo (costellazione)
Il Triangolo (in latino Triangulum, abbreviato in Tri) è una delle 88 costellazioni moderne. Si tratta di una piccola costellazione dell'emisfero settentrionale, le cui tre stelle più luminose, di terza e quarta magnitudine, formano un triangolo elongato; nonostante la sua scarsa rilevanza, era una delle 48 costellazioni elencate da Tolomeo.

## Caratteristiche

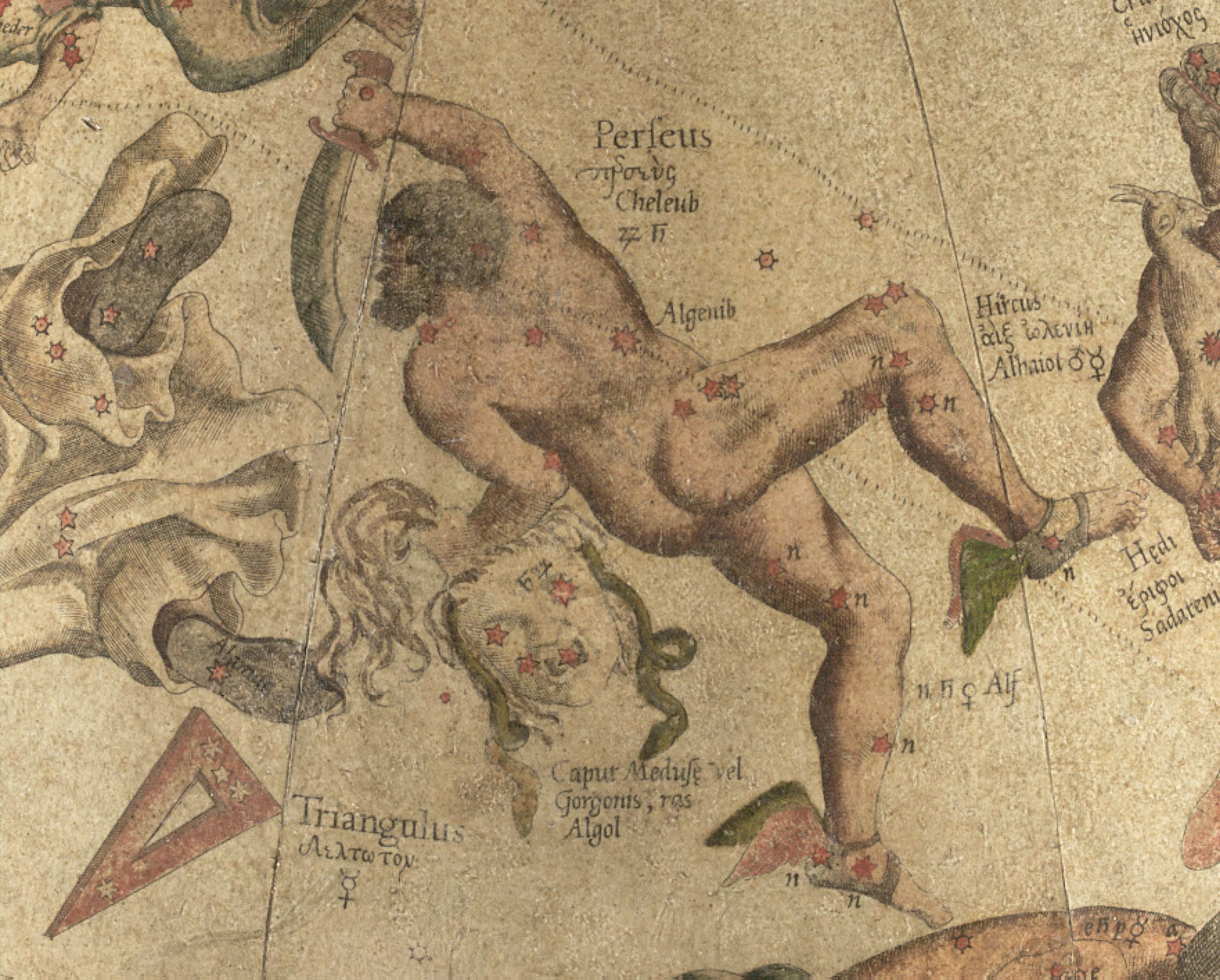
Il Triangolo, visibile in basso a sinistra in quest'illustrazione del Mercatore.

Il Triangolo si individua con facilità a nord dell'Ariete e poco più a sud dell'area in cui si incontrano le due costellazioni di Andromeda e Perseo; in particolare, lo si può rintracciare a metà via sulla linea che congiunge le stelle Hamal (α Arietis) e Alamach (γ Andromedae). Nonostante le ridotte dimensioni, la sua individuazione non presenta particolari difficoltà, grazie al fatto che le sue tre stelle principali sono piuttosto ravvicinate fra loro, risaltando più facilmente alla vista. La distanza dalla scia del piano galattico non consente la presenza di ricchi campi stellari di fondo, ma ciò favorisce l'osservazione delle galassie esterne.
Il periodo più propizio per la sua osservazione ricade nei mesi compresi fra ottobre e marzo, sebbene nell'emisfero boreale sia osservabile anche per più tempo, dalla fine dell'estate alla primavera inoltrata; dall'emisfero australe la sua osservazione presenta delle difficoltà maggiori, dovute anche all'aumento delle ore di luce nei mesi compresi fra ottobre e dicembre.

### Stelle principali
- α Trianguli (Mothallah) è una gigante bianco-azzurra di magnitudine 3,42, distante 124 anni luce.
- β Trianguli (Deltotum) è una subgigante gialla di magnitudine 3,00, distante 64 anni luce.
- γ Trianguli è una stella bianca di sequenza principale di magnitudine 4,03, distante 118 anni luce.

### Stelle doppie
Fra le stelle doppie la più appariscente è la 6 Trianguli, formata da un astro di magnitudine 4,9 accompagnato da una stella di sesta grandezza; la loro separazione è piuttosto ridotta e occorre uno strumento potente per risolvere le due componenti.
| Principali stelle doppie |                                          |                                          |             |             |                                 |         |
| Nome                     | Coordinate equatoriali all'epoca J2000.0 | Coordinate equatoriali all'epoca J2000.0 | Magnitudine | Magnitudine | Separazione (in secondi d'arco) | Colore  |
| Nome                     | AR                                       | Dec                                      | A           | B           | Separazione (in secondi d'arco) | Colore  |
| 6 Trianguli              | 02h 12m 22s                              | +30° 18′ 12″                             | 4,94        | 6,5         | 3,8                             | g + g   |
| HD 13746                 | 02h 14m 42s                              | +30° 23′ 41″                             | 7,9         | 8,0         | 6,6                             | b + azz |

### Stelle variabili
L'unica stella variabile di facile osservazione è la R Trianguli, una variabile Mira che al massimo della luminosità è visibile anche ad occhio nudo; il suo periodo è di 266 giorni, durante i quali scende di luminosità fino ad essere al di fuori anche dalla portata di un piccolo telescopio.
| Principali stelle variabili |                                          |                                          |             |             |                  |                       |
| Nome                        | Coordinate equatoriali all'epoca J2000.0 | Coordinate equatoriali all'epoca J2000.0 | Magnitudine | Magnitudine | Periodo (giorni) | Tipo                  |
| Nome                        | AR                                       | Dec                                      | Max.        | Min.        | Periodo (giorni) | Tipo                  |
| R Trianguli                 | 02h 37m 02s                              | +34° 15′ 51″                             | 5,4         | 12,6        | 266,9            | Mireide               |
| W Trianguli                 | 02h 41m 31s                              | +34° 30′ 58″                             | 8,5         | 9,7         | 108:             | Semiregolare pulsante |

## Oggetti del profondo cielo

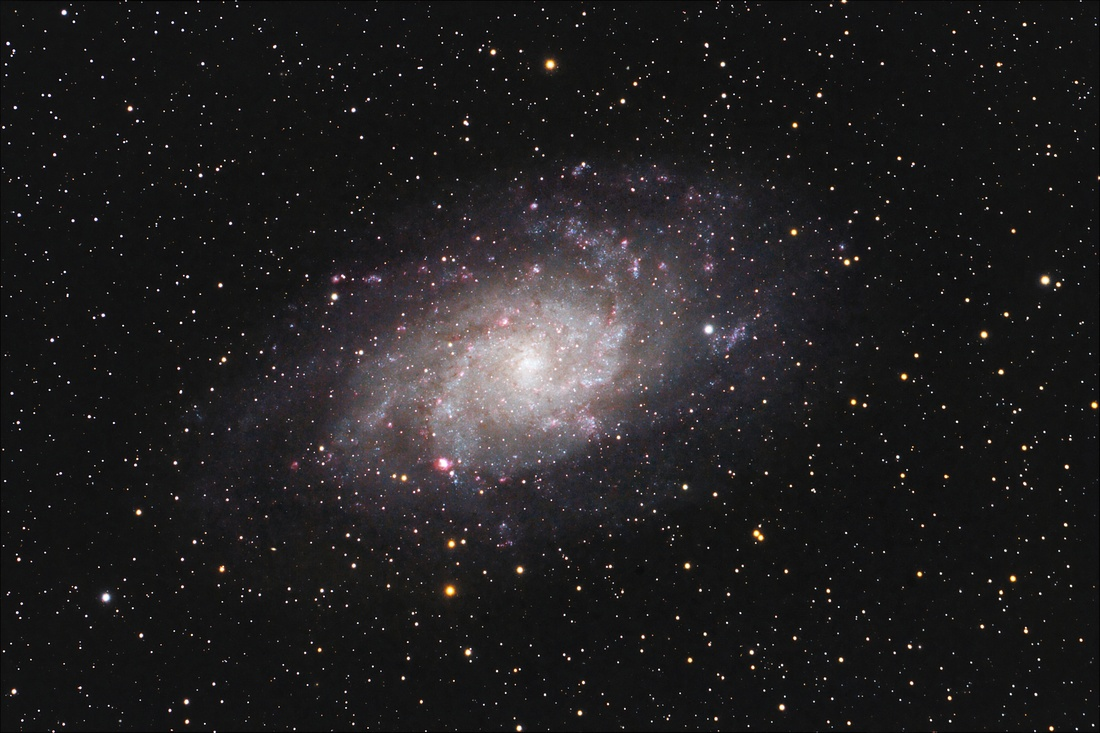
La Galassia del Triangolo (M33), appartenente al Gruppo Locale.

L'oggetto celeste più celebre all'interno della costellazione del Triangolo è M33, nota appunto come Galassia del Triangolo; si tratta di una delle galassie più vicine alla Via Lattea, essendo membro del Gruppo Locale di galassie. Può essere osservata sotto un cielo buio anche con un binocolo senza difficoltà, e se la notte è particolarmente limpida e l'atmosfera più rarefatta (come in montagna), persino ad occhio nudo, tramite la visione distolta; tuttavia è sufficiente il minimo accenno di inquinamento luminoso perché non sia più osservabile neppure con un binocolo. Si tratta di una galassia spirale i cui bracci sono composti da vari addensamenti e regioni meno dense, con grandi regioni H II. La sua distanza è stimata sui 2,59 milioni di anni luce e viene a trovarsi molto più vicina alla Galassia di Andromeda (M31) piuttosto che alla Via Lattea.
Fra le altre galassie, le più brillanti sono NGC 672 e NGC 925, entrambe delle galassie spirali barrate visibili anche con piccoli strumenti amatoriali.
| Principali oggetti non stellari |                                          |                                          |          |             |                                        |                        |
| Nome                            | Coordinate equatoriali all'epoca J2000.0 | Coordinate equatoriali all'epoca J2000.0 | Tipo     | Magnitudine | Dimensioni apparenti (in primi d'arco) | Nome proprio           |
| Nome                            | AR                                       | Dec                                      | Tipo     | Magnitudine | Dimensioni apparenti (in primi d'arco) | Nome proprio           |
| M33                             | 01h 33m 50s                              | +30° 40′ :                               | Galassia | 5,7         | 73 x 45                                | Galassia del Triangolo |
| NGC 672                         | 01h 47m 54s                              | +27° 25′ 59″                             | Galassia | 10,8        | 7,2 x 2,6                              |                        |
| NGC 925                         | 02h 27m 17s                              | +33° 34′ 42″                             | Galassia | 9,7         | 10,5 x 5,9                             |                        |

## Sistemi planetari
Fra i sistemi planetari noti vi è HD 13189, una stella evoluta attorno alla quale orbita un corpo massiccio che potrebbe essere o un pianeta o una nana bruna.
| Sistemi planetari |                                          |                                          |             |                             |                              |
| Nome del sistema  | Coordinate equatoriali all'epoca J2000.0 | Coordinate equatoriali all'epoca J2000.0 | Magnitudine | Tipo di stella              | Numero di pianeti confermati |
| Nome del sistema  | AR                                       | Dec                                      | Magnitudine | Tipo di stella              | Numero di pianeti confermati |
| HD 9446           | 01h 33m 20s                              | +29° 15′ 55″                             | 8,35        | Nana gialla                 | 1 (b)                        |
| HD 13189          | 02h 09m 40s                              | +32° 18′ 59″                             | 7,57        | Gigante brillante arancione | 1 (b)                        |